# Mohamed Abdel Salam (calciatore)
Mohamed Abdel Salam Mohamed Abdel Hamid, noto semplicemente come Mohamed Abdel Salam (in arabo محمد عبد السلام‎?; Il Cairo, 1º ottobre 1997), è un calciatore egiziano, difensore dell'Haras El-Hodood.

## Carriera

### Club
Debutta fra i professionisti il 24 dicembre 2017 con la maglia del Petrojet in occasione dell'incontro di Prima Lega perso 2-1 contro l'Alassiouty.

### Nazionale
Ha giocato nella nazionale egiziana Under-20.
Nel 2021 viene convocato dalla nazionale olimpica egiziana per prendere parte alle Olimpiadi di Tokyo.

## Statistiche
Statistiche aggiornate al 26 luglio 2021.

### Presenze e reti nei club
| Stagione        | Squadra                | Campionato      | Campionato | Campionato | Coppe nazionali | Coppe nazionali | Coppe nazionali | Coppe continentali | Coppe continentali | Coppe continentali | Altre coppe | Altre coppe | Altre coppe | Totale | Totale | Totale |
| Stagione        | Squadra                | Comp            | Pres       | Reti       | Comp            | Pres            | Reti            | Comp               | Pres               | Reti               | Comp        | Pres        | Reti        | Pres   | Reti   |        |
| --------------- | ---------------------- | --------------- | ---------- | ---------- | --------------- | --------------- | --------------- | ------------------ | ------------------ | ------------------ | ----------- | ----------- | ----------- | ------ | ------ | ------ |
| 2017-2018       | Petrojet               | 1L              | 9          | 2          | CE              | 0               | 0               |                    | -                  | -                  |             | -           | -           | 9      | 2      |        |
| 2018-2019       | Zamalek                | 1L              | 11         | 0          | CE              | 0               | 0               | CCC                | 0                  | 0                  |             | -           | -           | 11     | 0      |        |
| 2019-2020       | Zamalek                | 1L              | 7          | 0          | CE              | 2               | 0               | CCL                | 3                  | 0                  |             | -           | -           | 12     | 0      |        |
| 2020-2021       | Zamalek                | 1L              | 4          | 0          | CE              | 2               | 0               |                    | -                  | -                  |             | -           | -           | 6      | 0      |        |
| 2021-2022       | Al-Ittihad Alessandria | 1L              | 4          | 1          | CE              | 0               | 0               |                    | -                  | -                  |             | -           | -           | 4      | 1      |        |
| Totale carriera | Totale carriera        | Totale carriera | 35         | 3          |                 | 4               | 0               |                    | 3                  | 0                  |             | -           | -           | 42     | 3      |        |

## Palmarès

### Club

#### Competizioni nazionali
- Coppa d'Egitto: 2

Zamalek: 2018-2019, 2020-2021
- Supercoppa d'Egitto: 1

Zamalek: 2019
- Campionato egiziano: 1

Zamalek: 2020-2021

#### Competizioni internazionali
- Supercoppa CAF: 1

Zamalek: 2020